# Interruttore termico
Un interruttore termico è un dispositivo elettrotecnico in grado di interrompere un circuito elettrico in caso di sovracorrente da sovraccarico, ma deve essere accompagnato dal fusibile per la protezione dai cortocircuiti.

## Costruzione
1. Leva di comando
2. Meccanismo di scatto
3. Contatti di interruzione
4. Morsetti di collegamento

Animazione della lamina bimetallica

5. Lamina bimetallica (rilevamento sovraccarichi)
6. Vite per la regolazione della sensibilità (in fabbrica)
7. Sistema di estinzione d'arco

I due fenomeni considerati, cortocircuito e sovraccarico hanno caratteristiche ben diverse e tale dispositivo interviene solo per quanto riguarda il sovraccarico. Come si nota dal nome, all'interno di un interruttore termico è presente una sezione che rileva questo fenomeno.
Inizialmente l'interruttore deve essere chiuso agendo sul comando manuale oppure, nei modelli più grandi, per mezzo di motori elettrici. In questo modo viene caricata una molla che tende a provocare l'apertura dei contatti, ma è trattenuta da un'ancorina. Quando una sezione del dispositivo rileva un guasto, la molla viene liberata e si ha lo scatto, cioè l'apertura dell'interruttore.
La forza prodotta dalla molla deve essere tanto più elevata quanto maggiore è l'intensità della corrente da interrompere, ovvero il potere di interruzione del dispositivo.

## Protezione del sovraccarico
Questo problema si verifica quando l'intensità di corrente supera un valore prefissato a causa per esempio di troppi carichi accesi contemporaneamente. Il limite di corrente è determinato da limiti costruttivi dell'impianto e in particolare dalla capacità dei fili conduttori di smaltire il calore prodotto per effetto Joule.
La rilevazione avviene per mezzo di una "resistenza elettrica" costituita da una lamina bimetallica. A causa della differenza nella dilatazione termica di due metalli accoppiati (vincolati o tramite incollaggio o grappette metalliche), la lamina si piega fino a provocare lo scatto dell'interruttore. Il tempo di intervento non è istantaneo ma dipende, con funzione caratteristica dei diversi modelli di termiche, dall'inverso dell'entità del superamento del valore di soglia.
Alcuni apparecchi più moderni impiegano sistemi elettronici. Esistono in commercio dispositivi con valori limite prefissati da pochi a centinaia di ampere ed altri in cui il valore è regolabile dall'installatore.